# موتور نواب (دلغان)
موتور نواب (بالفارسية: موتور نواب دلگان) هي منطقة سكنية تقع في سيستان وبلوتشستان في إيران.